# Charlotte Berger
Elisabeth Charlotte Schmidt-Berger (* 23. Februar 1985 in Viersen, geborene Elisabeth Charlotte Barden) ist eine deutsche Block- und Traversflötistin sowie Oboistin.

## Leben

### Ausbildung
Als 15-Jährige wurde Schmidt-Berger als Jungstudentin an der Hochschule für Musik und Tanz Köln aufgenommen. Von 2002 bis 2008 studierte sie Blockflöte und Traversflöte bei Günther Höller, Dorothee Oberlinger, Manfredo Zimmermann, Oboe bei Michael Niesemann sowie Generalbass bei Gerald Hambitzer. Im Wintersemester 2006/7 belegte sie außerdem an der Anton Bruckner Privatuniversität in Linz Blockflöte und historische Oboen bei Carin van Heerden sowie Historische Aufführungspraxis bei Michi Gaigg.

### Lehrtätigkeit
Einen Lehrauftrag für Blockflöte und Oboe hatte Schmidt-Berger an der städtischen Musikschule Wertheim von 2009 bis 2013 und an der Musikschule Steigerwald, Wiesentheid, von 2011 bis 2013. Von 2010 bis 2011 war sie an der Sing- und Musikschule Würzburg, Matthias-Grünewald-Gymnasium, Würzburg, Oboe und Orchesterstudien angestellt. Ab September 2013 baute sie eine Klasse von Privatschülern in Stellenbosch und Somerset West auf. Außerdem arbeitete sie regelmäßig mit der Unit for Early Music am Music Department der Universität Stellenbosch zusammen.
Von März 2014 bis 2016 arbeitete Schmidt-Berger am Recorder Symposium Cape Town. Dort hielt sie regelmäßig Vorträge und führte Meisterklassen und Workshops durch. Vom Juli 2015 bis August 2016 lehrte sie am Music Department des Somerset College, Somerset West (Südafrika), mit Einzelunterricht und Wettbewerbsbetreuung (Eisteddfod). Seit 2020 hat sie einen Lehrauftrag für historische Blasinstrumente und
Kammermusik an der Hochschule für Musik Mainz.

## Ensembles
Von 2003 bis 2006 war Charlotte Schmidt-Berger Mitglied des Barockensembles „Les Follies“. Seit 2004 arbeitet sie mit verschiedenen Ensembles zusammen. Sie ist regelmäßiges Mitglied in Barockorchestern wie der Neuen Nürnberger Ratsmusik, dem Mainbarockorchester Frankfurt, der Camerata Tinta Barocca, der Kölner Akademie, der Lautten Compagney Berlin oder der Hofkapelle München. 
Im Jahr 2005 gründete sie das Ensemble „La Primavera“, das einen Schwerpunkt auf der Literatur von Renaissance bis Barock hat. Im gleichen Jahr war sie Gründungsmitglied des „Cölner Barockorchesters“, das seinen Schwerpunkt auf die Forschung und musikalischen Arbeit über das Werk Johann Sebastian Bachs setzte. Ihre Beteiligung endete 2008. In dem Jahr gründete Schmidt-Berger das Ensemble „Resonanzen“ mit, das sich auf Musik für Holzbläser vom Mittelalter bis zum Frühbarock fokussiert. Im gleichen Jahr war sie an der Gründung des ersten Würzburger Barockorchesters, Tiepolo Ensemble Würzburg, beteiligt. Dieses Orchester hat eine regelmäßige nationale und internationale Konzerttätigkeit und legt Schwerpunkte neben großen Oratorien, Passionen und Messen des Barock auf Archivarbeit und interkulturellen Dialog.

## Preise und Auszeichnungen
- Preisträgerin des Bundeswettbewerbes „Jugend musiziert“ sowohl als Solistin als auch als Ensemblemitglied.
- Erste Preise bei internationalen Blockflötentagen in Engelskirchen.
- Sonderpreis der Walter-Kaminski-Stiftung[1]
- Stipendium von der Dieter und Elisabeth Boeck – Stiftung zur Förderung der historischen Aufführungspraxis für die von ihr mitgegründeten Ensembles „La Primavera“ und Cölner Barockorchester.
- 2004 bis 2010 Stipendiatin der Konrad-Adenauer-Stiftung
- Stipendiatin der Deutschen Stiftung Musikleben.

## Privates
Charlotte Schmidt-Berger ist mit dem Würzburger Domorganisten Stefan Schmidt verheiratet.

## Diskographie
- Charlotte Berger & Tiepolo Ensemble Würzburg - Siebenhundert Jahre Musik für Blockflöte, CD, 2012.[2]